# Толокнов, Никита Вениаминович
Ники́та Вениами́нович Толокно́в (род. 23 июля 1994, Тольятти, Самарская область) — российский гонщик, выступающий в мотогонках на льду. Вице-чемпион Европы по мотогонкам на льду, чемпион России в командном зачёте.

## Биография
Воспитанник тольяттинской школы спидвея и мотогонок на льду. В 2010 дебютировал в юношеских спидвейных соревнованиях, в сезоне 2010/11 – в соревнованиях по мотогонкам на льду в Высшей лиге, представляя клуб «Росток» (Самара). В сезоне 2013/14 дебютировал в Суперлиге в клубе АМК СГК (Самара), а в составе юниорской команды стал бронзовым призёром КЧРЮ.
В сезоне 2014/15, после прекращения существования самарского клуба, перешёл в «Мега-Ладу» (Тольятти), где выиграл золото личного юниорского чемпионата России. Эта победа обеспечила право участия в Чемпионате Европы, где Толокнов завоевал серебряную медаль. Кроме того, гонщик выступил в 2 этапах серии Гран-При по вайлд-карт.
В 2016 году выиграл в составе «Мега-Лады» командный чемпионат России и бронзу Кубка России. В 2017 году снова выступил на 2 этапах ЛЧМ, а также выиграл Кубок России.

### Мировая серия Гран-При
| Сезон | 1             | 2             | 3          | 4          | 5          | 6          | 7        | 8        | 9          | 10         | Место | Очки |
| ----- | ------------- | ------------- | ---------- | ---------- | ---------- | ---------- | -------- | -------- | ---------- | ---------- | ----- | ---- |
| 2015  | Красногорск - | Красногорск - | Тольятти 8 | Тольятти 8 | Алма-Ата - | Алма-Ата - | Ассен -  | Ассен -  | Инцелль -  | Инцелль -  | 17    | 16   |
| 2017  | Тольятти 9    | Тольятти 10   | Шадринск - | Шадринск - | Алма-Ата - | Алма-Ата - | Берлин - | Берлин - | Херенвен - | Херенвен - | 17    | 19   |

| \| Достижения в России - Чемпионат России по мотогонкам на льду среди юниоров: в личном зачёте — 1 место (2015) в командном зачёте — 3 место (2014), 2 место (2015) - Чемпионат России по мотогонкам на льду: в командном зачёте — 3 место (2014), 2 место (2015, 2017), 1 место (2016) - Кубок России — 3 место (2016), 1 место (2017), 2 место (2018) \| Достижения на международных соревнованиях ЛЧЕ — 2 место (2015), 6 место (2016, резерв трека) ЛЧМ — 17 место (2015, 2017) \| \| |                                                                                |  |
| - Чемпионат России по мотогонкам на льду среди юниоров: в личном зачёте — 1 место (2015) в командном зачёте — 3 место (2014), 2 место (2015) - Чемпионат России по мотогонкам на льду: в командном зачёте — 3 место (2014), 2 место (2015, 2017), 1 место (2016) - Кубок России — 3 место (2016), 1 место (2017), 2 место (2018) | ЛЧЕ — 2 место (2015), 6 место (2016, резерв трека) ЛЧМ — 17 место (2015, 2017) |  |